# Галијум
Галијум (Ga, лат. gallium) метал је A групе. Има 4 изотопа од којих су постојани 69 i 71. Заступљен је у земљиној кори у количини од 18 ppm као пратилац руда бакра и цинка. Чисти галијум је сребрнасто сјајни метал, који не реагује са водом и кисеоником. Једињења галијума боје пламен у љубичасто. Пол Емил Лекок де Буабодран га је открио 1875.
Галијум се не кристализира у неку од обичних кристалних структура како је то уобичајено код метала, већ у своју најстабилнију модификацију, једну орторомпску структуру са галијумовим димерима. Поред тога, познато је још шест модификација, које се јављају у посебним условима кристализације или под великим притиском. По хемијским особинама, галијум је сличан алуминијуму. У природи, може се наћи само у ограниченим количинама, углавном у смеси са алуминијевим, цинковим или германијумовим рудама. Галијумови минерали су врло ретки. Због тога, он се добија искључиво као споредни производ у производњи алуминијума или цинка. Највећи део галијума се користи у виду галијум арсенида, као полупроводник за производњу светлећих диода.
Флуориди и фосфорити галијума имају особине полупроводника и они се додају силицијуму који се користи у електроиндустрији. Слојеви галијум-арсеника се користе за израду ултрабрзих процесора. 
Метални галијум се користи за пуњење термометара који мере високе температуре. Овај елемент нема познатог биолошког значаја.

## Историја
Постојање елемента који би одговарао галијуму је предсказао Дмитриј Иванович Мендељејев 1871. године. Он је предвидео, након усавршавања свог периодног система елемената, нови елемент ека-алуминијум, којем је предвидео сличне особине са алуминијумом (атомску масу, специфичну тежину, тачку топљења, врсту соли које гради и слично).
Француски хемичар Пол Емил Лекок де Буабодран, који није био упознат са Мендељејевљевим предвиђањима, пронашао је да у следу линија линијског спектра важе одређене законитости, те је покушао да то потврди за алуминијум и сличне елементе. При томе је открио да између алуминијума и индијума мора стајати још један непознати елемент. Напокон 1875. године он је успео да открије две љубичасте спектралне линије, након што је растворио цинкове минерале у киселини.
На крају, Лекок де Буабодран је успео да из неколико стотина килограма минерала цинка издвоји релативно знатну количину галијум хидроксида. Из њега је путем растварања у раствор калијум карбоната и електролизе први пут добио елементарни галијум.
О пореклу имена галијум постоје две теорије. По првој, Буабодран је дао име елементу по Галији, латинском имену његове домовине Француске. По другој теорији, из латинске речи gallus (кокош) као извору имена, што одговара француској речи Le Coq. По тој теорији, Пол Емил Лекок де Буабодран је дао име елементу по свом имену.
Након што су измерене и откривене особине новог елемента, Мендељејев је врло брзо схватио, да се ради о ека-алуминијуму чије је постојање он предвидео. Многе особине је веома тачно израчунао. Тако је на пример Мендељејев израчунао да би ека-алуминијум требао да има густину од 5,9 што је веома мало одступање од доказане вредности 5,94.

## Особине

### Физичке
Галијум је сребрено-сјајни, меки метал (по Мосовој скали 1,5). Он има, за метале неуобичајену, веома ниску тачку топљења која износи 29,76 °. По томе је, после живе и цезијума, метал са најнижом тачком топљења, далеко нижом у односу на суседне елементе у периодном систему: алуминијум и индијум. Сматра се да је за овако ниску тачку топљења одговорна неуобичајена кристална структура, која нема строге симетрије те стога није ни стабилна за разлику од већине других метала. Пошто тачка кључања галијума износи 2204 °, температурно подручје у којем је галијум у течном стању је изузетно широко. Галијум поседује особину аномалије густине, попут силицијума, неких других елемената и воде, његова густина у течном стању је за 3,2% већа него у чврстом стању. Ова особина је карактеристична за материјале који имају молекуларне везе у чврстом стању.
Галијум у чврстом стању је дијамагнетичан, међутим када пређе у течно стање постаје парамагнетичан {\displaystyle \chi _{m}} = 2,4 · 10−6 на температури од 40 °.
Карактеристично за његове структуре је стварање веза галијум-галијум. Познате су различите модификације, које се формирају под различитим условима кристализације (познате су четири модификације под нормалним притиском од α- до δ-галијума, док се под притиском формирају три модификације Ga-II, Ga-III, Ga-IV). На собној температури најстабилнија модификација је α-галијум који се кристализује у орторомпској слојевитој структури. При томе два атома цезијума чине димер тако што се вежу један с другим путем ковалентне везе. Сваки атом галијума граничи са додатних шест атома других димера. Између појединих димера владају металне везе. Димери галијума су толико стабилни, да су повезани један с другим чак и при топљењу, а може се доказати њихово постојање и у гасовитом стању.
Остале модификације се стварају при кристализацији потхлађеног, течног галијума. На температури од −16,3 ° ствара се β-галијум који има моноклинску кристалну структуру. У тој структури галијумови атоми су наизменично поређани паралелно у цик-цак формацији. Ако се кристализација одвија на температури од −19,4 °, формира се тригонални δ-галијум, у којем се, попут α-бора, формирају икосаедри од дванаест атома. Они су повезани један с другим преко појединачних атома галијума. На температури од −35,6 ° формира се γ-галијум. У овој орторомпској модификацији формирају се цеви од међусобно повезаних Ga7 прстенова у чијој средини се налази праволинијски ланац галијумових атома.
Уколико се галијум изложи високом притиску на собној температури, стварају се различите модификације. На 30 kbar стабилна је кубна модификација галијум-II, код које се сваки атом окружује са додатих осам атома. Ако се притисак повећа на 140 kbar, метал се кристализује као тетрагонални галијум-III, у структуру која одговара индијуму. Даље, ако се притисак повећа на око 1200 kbar, формира се кубична површинско центрирана структура галијума-IV.
| Модификација                 | α-                           | β-                           | γ-                           | δ-                           | галијум-                      | галијум-                     | галијум-                       |
| ---------------------------- | ---------------------------- | ---------------------------- | ---------------------------- | ---------------------------- | ----------------------------- | ---------------------------- | ------------------------------ |
| Структура                    | Кристална структура галијума | Кристална структура галијума | Кристална структура галијума | Кристална структура галијума | Кристална структура галијума  | Кристална структура галијума | Кристална структура галијума -IV |
| Кристални систем             | орторомпски                  | моноклински                  | орторомпски                  | тригонални                   | кубни                         | тетрагонални                 | кубни                          |
| Координациони број           | 1+6                          | 8 (2+2+2+2)                  | 3, 6–9                       | 6–10                         | 8                             | 4+8                          | 12                             |
| Просторна група              | {\displaystyle Cmca\,}       | {\displaystyle C2/c\,}       | {\displaystyle Cmcm\,}       | {\displaystyle R{\bar {3}}m} | {\displaystyle I{\bar {4}}3d} | {\displaystyle I4/mmm\,}     | {\displaystyle Fm{\bar {3}}m}  |
| Параметар решетке            |                              | β = 92°                      |                              |                              |                               |                              |                                |
| Атома по елементарној ћелији | 8                            | 8                            | 40                           | 66                           | 12                            | 3                            | 4                              |

### Хемијске
Хемијске особине галијума сличне су особинама алуминијума. Попут њега, галијум је пасивизиран када је изложен ваздуху, стварањем густог слоја оксида на површини метала, те не реагује. Тек при високом притиску и у контакту са чистим кисеоником, метал сагорева светлим пламеном стварајући оксид. Слично, не реагује ни са водом, јер се штити нерастворљивим слојем галијум-хидроксида. Али ако се галијум легира са алуминијумом, те се тако снизи тачка топљења и на собној температури постаје течан, врло бурно реагује с водом. Са халогеним елементима галијум реагује брзо стварајући одговарајућу со GaX3.
Галијум је амфотеран и растворљив је и у киселинама и у базама истискујући из њих водоник. У базама, аналогно са алуминијумовим солима, граде се Ga3+-јони, а у базама галати у облику . У разблаженим киселинама полако се раствара, а у царској води и концентрованој соди много брже. Деловањем азотне киселине галијум се пасивизира.
{\displaystyle \mathrm {2\ NaOH+2\ Ga+6\ H_{2}O\rightarrow 2\ Na[Ga(OH)_{4}]+3\ H_{2}\uparrow } }
Reakcija galijuma sa sodom
Течни галијум напада већину метала, тако да се он може чувати само у посудама од кварца, стакла, графита, алуминијум оксида, волфрама до 800 ° и тантала до 450 °.

### Изотопи
Постоји укупно 30 изотопа галијума између 56 и 86Ga и додатних седам нуклеарних изомера. Од њих су два стабилна: 69 и 71Ga и јављају се у природи. У природној смеши изотопа преовладава 69Ga са уделом од 60,12% док остатак од 39,88% отпада на 71Ga. Међу нестабилним изотопима 67Ga има најдуже време полураспада од 3,26 дана, док код осталих изотопа време полураспада се креће од неколико секунди до највише 14,1 сати код изотопа 72.
Два изотопа галијума, 67Ga и краткоживећи 68Ga са временом полураспада од 67,71 минута се користе у нуклеарној медицини као трејсери за томографију емисијом позитрона. Изотоп 67Ga се за ту сврху производи у циклотрону док за производњу изотопа 68Ga није потребан циклотрон. Уместо тога добија се озрачивањем 69Ga путем дугоживућег изотопа германијума 68Ge уз емисију протона. Он се даље распада на 68Ga из чега се даље 68Ga екстрактује помоћу посебног генератора. За потребе испитивања галијум је, по правилу, везан у једном комплексу са јаким желатинозним лигандом као што је 1,4,7,10-тетраазациклододекан-1,4,7,10-тетра ацетатна киселина (ДОТА).